# Monumento al General Manuel Belgrano
El monumento al General Manuel Belgrano se encuentra en el barrio de Belgrano, en la Ciudad de Buenos Aires, Argentina, dentro de la Plaza Manuel Belgrano.
Fue inaugurado en el año 1961. Es obra del escultor argentino Héctor Rocha. Hace homenaje al general Manuel Belgrano, (Buenos Aires, 3 de junio de 1770-20 de junio de 1820), que fue un intelectual, abogado, economista, político y militar argentino militante de la guerra de la Independencia y creador de la bandera argentina.

## Características
Está formado por un basamento de granito rojo, con la imagen en tamaño natural del prócer, realizada en bronce. La estatua mira hacia la Avenida Juramento.

### Basamento
En el frente del basamento y en la parte posterior del mismo se observan relieves en bronce: al frente, a la izquierda del observador, dice "Creador de la Bandera Argentina"; a la derecha, DGDE. Buenos Aires en la escuela. AVC Listos para usar 10. Barrio Belgrano. 2 "vencedor de Las Piedras, Tucumán y Salta" (batallas que tuvieron lugar en 1812 y 1813; por estos triunfos la Asamblea del año 1813 le otorgó un premio en dinero, que el prócer destinó para la construcción de cuatro escuelas).

### Placa conmemorativa
Al pie del monumento se halla una placa que constituye un homenaje del pueblo de Belgrano, fechada el 25 de mayo de 1910.
Relieves del contrafrente: el de la derecha del observador dice "Fomentó la industria, las artes y la agricultura"; el de la izquierda, "Alentó la náutica y el seguro en el Plata".

## Galería de imágenes

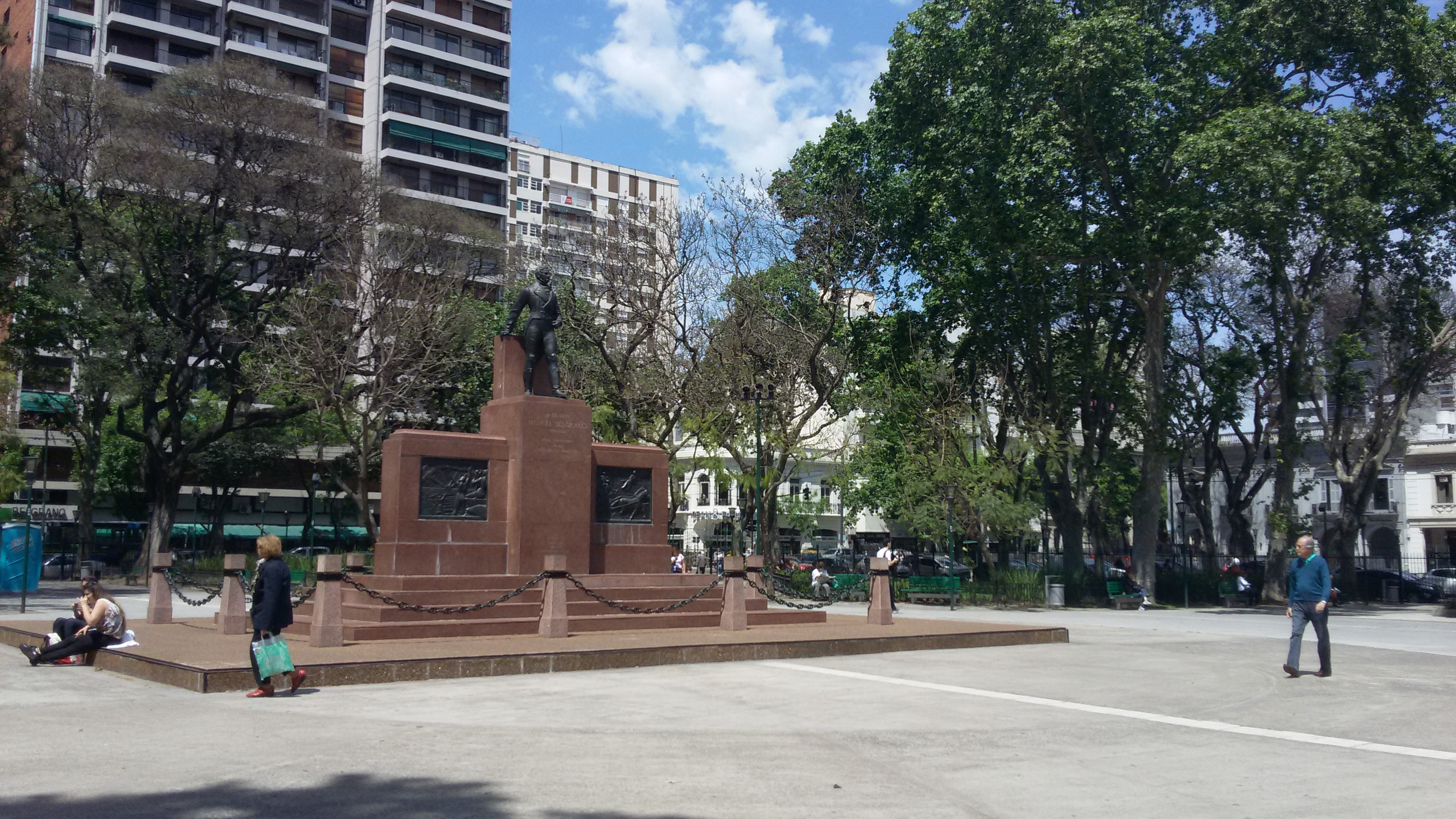
Plaza Manuel Belgrano con el monumento en el centro